# Astragalus angustus
Astragalus angustus là một loài thực vật có hoa trong họ Đậu. Loài này được (M.E. Jones) M.E. Jones miêu tả khoa học đầu tiên năm 1895.